# 1,3-Dibrompropan
1,3-Dibrompropan ist ein bromhaltiges Derivat des Propans.

## Herstellung
1,3-Dibrompropan kann durch eine radikalische Addition, wie zum Beispiel eine photochemisch induzierte Reaktion zwischen Allylbromid und Bromwasserstoff, hergestellt werden.
{\displaystyle \mathrm {H_{2}C{=}CH{-}CH_{2}Br\ +\ HBr\ {\xrightarrow {h\cdot \nu }}\ \ Br{-}(CH_{2})_{3}{-}Br} }
Die Reaktion darf nicht als elektrophile Addition durchgeführt werden, da sonst das Markownikow-Produkt 1,2-Dibrompropan als Hauptprodukt erhalten werden würde.

## Eigenschaften
1,3-Dibrompropan ist eine farblose, stechend riechende Flüssigkeit, die einen Schmelzpunkt von −34 °C und einen Siedepunkt bei Normaldruck von 167 °C besitzt. Die molare Verdampfungsenthalpie beträgt am Siedepunkt 45,5 kJ·mol−1, die molare Schmelzenthalpie am Schmelzpunkt 14,64 kJ·mol−1. Die Dampfdruckfunktion ergibt sich nach Antoine entsprechend log10(P) = A−(B/(T+C)) (P in bar, T in K) mit A = 4,43365, B = 1776,679 und C = −39.691 im Temperaturbereich von 283 bis 440 K.
Die Verbindung bildet oberhalb ihres Flammpunktes bei 54 °C zündfähige Dampf-Luft-Gemische.

## Verwendung
Da Bromid eine gute Abgangsgruppe darstellt, kann 1,3-Dibrompropan in Substitutionsreaktionen eingesetzt werden. Bei geeigneten Nucleophilen kann es zur Synthese von Cyclobutanderivaten verwendet werden. So können beispielsweise CH-acide Cyclopentadienderivate, wie Fluorene oder 4H-Cyclopenta[1,2-b:5,4-b']bisthiophen durch Baseneinwirkung deprotoniert werden und stufenweise in Substitutionsreaktionen in eine Spiroverbindung überführt werden.
Durch eine Wurtz-Reaktion stellte August Freund im Jahre 1882 Cyclopropan aus 1,3-Dibrompropan her.

## Biologische Bedeutung
1,3-Dibrompropan ist hautreizend, gesundheitsgefährdend bei Verschlucken und giftig für Wasserorganismen. Es ist der Wassergefährdungsklasse 2 zugeordnet.

## Externe Links zu erwähnten Verbindungen
1. ↑  Externe Identifikatoren von bzw. Datenbank-Links zu 4H-Cyclopenta[1,2-b:5,4-b']bisthiophen:  CAS-Nr.: 389-58-2, PubChem: 136232, Wikidata: Q72460272.